# Euroliga 2016-2017
Euroliga Turkish Airlines 2016-2017 este cel de-al 17-lea sezon din epoca modernă a Euroligii de baschet și cel de-al șaptelea cu titlul sponsorului, compania Turkish Airlines. Incluzând competițiile anterioare numite Cupa Campionilor FIBA Europe acesta va fi cel de-al 60-lea sezon al cele mai importante competiții de baschet masculin între cluburi din Europa.
Acesta va fi primul sezon în care Euroliga va avea un format de ligă, în care toate echipele joacă între ele, clasamentul final urmând a decide meciurile din play-off și apoi pe cele din Final Four.

## Schimbări de format
În iulie 2015, FIBA a încercat să preia Euroliga dorind să convingă opt din cele unsprezece echipă cu licență A să joace întri-o nouă competiție în locul actualei Euroligi. Această propunere a fost respinsă în unanimitate de cluburile din Euroligă.
În noiembrie 2015, Euroleague Basketball a semnat un joint-venture pe 10 ani cu compania de management sportiv IMG. În comunicatul său de presă, Euroliga a anunțat un nou format al competiției pentru sezonul 2016-2017, cu doar 16 echipe, inclusiv cele unsprezece cu licență A (Anadolu Efes, Laboral Kutxa Baskonia, ȚSKA Moscova, FC Barcelona, Fenerbahçe, Maccabi Tel Aviv, Emporio Armani Milano, Olympiacos Pireu B.C., Panathinaikos B.C., Real Madrid și BC Žalgiris) care vor juca în sistem fiecare cu fiecare, tur-retur. Primele opt echipe din clasament se vor califica în play-off unde se va juca după sistemul cel mai bun din cinci meciuri câștigătoarele urmând a se califica în Final Four.
După ce propunerea sa a fost respinsă de cluburile din Euroligă, FIBA a anunțat formarea Ligii Campionilor la Baschet, o nouă competiție la care echipele se califică pe baza meritului sportiv. Această competiție a fost lansată oficial pe data de 21 martie 2016.

## Echipe
Competiția va include cele 11 echipe cu franciză permanentă, trei campioane ale ligilor naționale, campioana Eurocup din sezonul precedent și o echipă invitată prin wild card.
Pozițiile în ligile naționale din sezonul precedent sunt arătate în paranteze (C: Campioana Euroligii)
| Sezonul regulat              | Sezonul regulat            | Sezonul regulat        | Sezonul regulat          |
| ---------------------------- | -------------------------- | ---------------------- | ------------------------ |
| Anadolu Efes (2)             | Fenerbahçe (1)             | Panathinaikos B.C. (2) | Steaua Roșie Belgrad (1) |
| ȚSKA MoscovaC (1)            | Laboral Kutxa Baskonia (4) | Real Madrid            | Brose Baskets (1)        |
| EA7 Emporio Armani Milan (1) | Maccabi Tel Aviv (3)       | Žalgiris (1)           | Galatasaray (3)          |
| FC Barcelona                 | Olympiacos (1)             | UNICS (2)              | Darüșșafaka Doğuș (4)    |

Notes
^A Calificată ca deținătoare a unei licențe A (franciză permanentă), ca urmare a clasamentului cluburilor europene și a altor reguli.
^B Calificată ca deținătoare a unei licențe B, alocată cluburilor cel mai bine plasate în ligile naționale care nu au primit franciză permanentă
^C Calificată drept campioană a sezonului 2015-2016 a Eurocup. Dacă se califică printr-o licență B, acest loc va fi oferit ca wild card.
^WC O echipă va primi un wild card de un an pentru a juca în Euroliga 2016-2017.

### Arene și orașe
| Echipa                   | Orașul          | Arena                        | Capacitate |
| ------------------------ | --------------- | ---------------------------- | ---------- |
| Anadolu Efes             | Istanbul        | Abdi İpekçi Arena            | 12.500     |
| Brose Baskets            | Bamberg         | Brose Arena                  | 6.900      |
| Steaua Roșie Belgrad     | Belgrad         | Kombank Arena                | 25.000     |
| ȚSKA Moscova             | Moscova         | Megasport Arena              | 13.126     |
| Darüșșafaka Doğuș        | Istanbul        | Volkswagen Arena             | 5.240      |
| EA7 Emporio Armani Milan | Milano          | Mediolanum Forum             | 12.500     |
| FC Barcelona Lassa       | Barcelona       | Palau Blaugrana              | 7.585      |
| Fenerbahçe               | Istanbul        | Ülker Sports Arena           | 13.800     |
| Galatasaray Odeabank     | Istanbul        | Abdi İpekçi Arena            | 12.500     |
| Laboral Kutxa Baskonia   | Vitoria-Gasteiz | Fernando Buesa Arena         | 15.504     |
| Maccabi FOX Tel Aviv     | Tel Aviv        | Menora Mivtachim Arena       | 10.383     |
| Olympiacos               | Pireu           | Peace and Friendship Stadium | 12.000     |
| Panathinaikos            | Atena           | Sala Olimpică Nikos Galis    | 18.500     |
| Real Madrid              | Madrid          | WiZink Center                | 15.000     |
| UNICS                    | Kazan           | Basket Hall Kazan            | 7.482      |
| Žalgiris                 | Kaunas          | Žalgirio Arena               | 15.552     |

## Sezonul regulat
În sezonul regulat, echipele joacă meciuri pe teren propriu și în deplasare împotriva tuturor celorlalte echipe. Primele opt echipe se vor califica în play-off, iar celelalte opt echipe vor fi eliminate din competiție.

## Clasament
Actualizat la 9 aprilie 2017
| Poz. | Echipa                   | J  | V  | Î  | PM   | PP   | DP   | Calificare |
| ---- | ------------------------ | -- | -- | -- | ---- | ---- | ---- | ---------- |
| 1    | Real Madrid              | 30 | 23 | 7  | 2585 | 2353 | +232 | Play-off   |
| 2    | ȚSKA Moscova             | 30 | 22 | 8  | 2608 | 2355 | +253 | Play-off   |
| 3    | Olympiacos               | 30 | 19 | 11 | 2330 | 2221 | +109 | Play-off   |
| 4    | Panathinaikos            | 30 | 19 | 11 | 2263 | 2187 | +76  | Play-off   |
| 5    | Fenerbahçe               | 30 | 18 | 12 | 2256 | 2233 | +23  | Play-off   |
| 6    | Anadolu Efes             | 30 | 17 | 13 | 2472 | 2467 | +5   | Play-off   |
| 7    | Laboral Kutxa Baskonia   | 30 | 17 | 13 | 2445 | 2376 | +69  | Play-off   |
| 8    | Darüșșafaka Doğuș        | 30 | 16 | 14 | 2358 | 2353 | +5   | Play-off   |
| 9    | Steaua Roșie Belgrad     | 30 | 16 | 14 | 2203 | 2196 | +7   |            |
| 10   | Žalgiris                 | 30 | 14 | 16 | 2350 | 2391 | -41  |            |
| 11   | FC Barcelona Lassa       | 30 | 12 | 18 | 2134 | 2232 | -98  |            |
| 12   | Galatasaray Odeabank     | 30 | 11 | 19 | 2345 | 2475 | -130 |            |
| 13   | Brose Baskets            | 30 | 10 | 20 | 2369 | 2404 | -35  |            |
| 14   | Maccabi FOX Tel Aviv     | 30 | 10 | 20 | 2333 | 2493 | -160 |            |
| 15   | UNICS                    | 30 | 8  | 22 | 2288 | 2408 | -120 |            |
| 16   | EA7 Emporio Armani Milan | 30 | 8  | 22 | 2411 | 2606 | -195 |            |

Legendă:
J = meciuri jucate;
V = victorii;
Î = înfrângeri;
PM = puncte marcate;
PP = puncte primite;
DP = punctaveraj

## Play-off
În play-off, echipele joacă una împotriva celeilalte și trebuie să câștige 3 meciuri pentru a merge mai departe. Astfel, dacă o echip câștigă 3 meciuri înaintea disputării tuturor celor 5 meciuri, celelalte întâlniri se anulează. Echipa care termină pe primul loc în sezonul regulat, va juca pe teren propriu meciurile întâi, al doilea și al cincilea (dacă mai este nevoie). 

### Meciurile
| Echipa 1 | Scor gen. | Echipa 2 | Tur | Retur |
| -------- | --------- | -------- | --- | ----- |
|          | –         |          |     |       |
|          | –         |          |     |       |
|          | –         |          |     |       |
|          | –         |          |     |       |

## Final Four
Final Four este ultima fază a sezonului și se desfășoară pe parcursul unui sfârșit de săptămână. Semifinalele se joacă în seara de vineri, iar duminică se joacă finala pentru locul al treilea, urmată de finala pentru câștigarea trofeului. 
|  | Semifinale       | Semifinale |  |  | Finala | Finala |
|  |                  |            |  |  |        |        |
|  |                  |            |  |  |        |        |
|  |                  |            |  |  |        |        |
|  |                  |            |  |  |        |        |
|  |                  |            |  |  |        |        |
|  |                  |            |  |  |        |        |
|  |                  |            |  |  |        |        |
|  |                  |            |  |  |        |        |
|  |                  |            |  |  |        |        |
|  |                  |            |  |  |        |        |
|  |                  |            |  |  |        |        |
|  |                  |            |  |  |        |        |
|  | Locul al treilea |            |  |  |        |        |
|  |                  |            |  |  |        |        |
|  |                  |            |  |  |        |        |
|  |                  |            |  |  |        |        |
|  |                  |            |  |  |        |        |
|  |                  |            |  |  |        |        |
|  |                  |            |  |  |        |        |